# مسجد الحاج غني
مسجد الحاج غني (بالفارسية: مسجد حاج غنی) هو مسجد تاريخي يعود إلى عصر القاجاريون، ويقع في مقاطعة شيراز.